# Racket
Racket è un termine della lingua inglese che indica attività criminali finalizzate a controllare determinati settori delle attività economiche e commerciali.

## Caratteristiche e tipologia
Essa viene generalmente svolta attraverso minacce e intimidazioni varie all'incolumità personale al fine di estorcere denaro o altre utilità, punendo materialmente chi si rifiuta di sottostare alle richieste. Esistono diverse forme di racket: delle estorsioni, della prostituzione, del gioco d'azzardo, dello spaccio di droga, dell'immigrazione clandestina e così via.
La forma più comune di Racket, diffusa e conosciuta è quella della "protezione", dove i criminali si fanno pagare per offrire protezione dai crimini commessi da loro stessi. Il relativo giro di affari annuo in Italia è stimato in dieci miliardi di euro, con trecentosessantamila esercizi commerciali coinvolti; al 95% tale forma di racket è gestita dalla criminalità organizzata. In Italia viene spesso identificata, nel lessico mafioso, anche come "pizzo".

## Cinematografia
- Il grande racket, film del 1976 diretto da Enzo G. Castellari;
- Racket, miniserie televisiva del 1996 diretta da Luigi Perelli.